# Las Vegas Lights FC
Las Vegas Lights FC – amerykański klub piłkarski z siedzibą w Las Vegas.

## Historia
Klub został założony 11 sierpnia 2017 i w sezonie 2018 przystąpił do rozgrywek USL, stanowiących drugi poziom ligowy w USA.

### Historia występów ligowych
| Sezon | Poziom | Liga             | Konferencja | Miejsce w konferencji | Miejsce ogólnie | Faza playoff |
| ----- | ------ | ---------------- | ----------- | --------------------- | --------------- | ------------ |
| 2018  | II     | USL              | Zachodnia   | 15.                   | 28.             | –            |
| 2019  | II     | USL Championship | Zachodnia   | 13.                   | 24.             | –            |
| 2020  | II     | USL Championship | Zachodnia   | 15.                   | 30.             | –            |
| 2021  | II     | USL Championship | Zachodnia   | 15.                   | 30.             | –            |
| 2022  | II     | USL Championship | Zachodnia   | 9.                    | 16.             | –            |
| 2023  | II     | USL Championship | Zachodnia   | 12.                   | 23.             | –            |